# Marie Sieger-Polack
Marie Sieger-Polack (geboren am 27. Oktober 1886 in Schöntal als Marie Polack, gestorben am 28. Juli 1970 ebenda) war eine vielseitige deutsche Malerin, studierte in Adolf Hölzels Damenklasse und ist bekannt für ihre Landschaftsdarstellungen des Jagsttals.

## Leben
Marie Sieger-Polack wurde als zweites Kind des Klosterapothekers August Polack und seiner Frau Marie geb. Junginger geboren. Ihr Vater verstarb 1891, die Mutter heiratete fünf Jahre später Karl d’Alleux, den sie als Apothekenverwalter eingestellt hatte. Sieger-Polack besuchte ab 1892 bis zur achten Klasse die evangelische Schule in Schöntal. Danach nahm sie Privatunterricht bei Lehrern des evangelisch-theologischen Seminars, darunter auch Zeichenstunden. Von 1903 bis 1904 war sie am Mezgerschen Mädchenpensionat in Stuttgart, das auch ihre ältere Schwester Charlotte besuchte. Sie erhielt Unterricht in Französisch, Geschichte und Kunstgeschichte und besuchte den Mal- und Zeichenunterricht bei Karl Schickhardt. 1904 kehrte sie nach Schöntal zurück. In dieser Zeit beeinflusste ein Freund der Familie, der Maler Fritz Wucherer, ihr frühes künstlerisches Werk sehr.
Im April 1918 heiratete sie den promovierten Chemiker und Apotheker Hans Sieger, das Paar zog nach Rheinfelden, wo Hans Sieger bei Degussa eingestellt wurde. Das Paar hatte eine Tochter, Ursula (1919–2013). Die Familie lebte im Wechsel in Rheinfelden und Frankfurt am Main und ab 1944 in Schöntal im Haus der Klosterapotheke.

## Künstlerische Laufbahn
Ihre Kunstausbildung begann Sieger-Polack 1907 an der als fortschrittlich geltenden Debschitz-Schule für angewandte Kunst in München, sie beschäftigte sich dort größtenteils mit Dekor-Stickereien. Nach einem Jahr wechselte sie an die Malklasse der Kunstgewerbeschule in Karlsruhe – heute Staatliche Akademie der Bildenden Künste Karlsruhe –, an der sie bis 1911 blieb. Ab dem Wintersemester 1912/1913 war sie in der Damenklasse von Adolf Hölzel an der Königlich Württembergischen Kunstschule – heute Staatliche Akademie der Bildenden Künste Stuttgart und hatte 1914 die Aussicht auf ein Meisteratelier. Sie ging jedoch nach Ausbruch des Ersten Weltkriegs nach Schöntal zurück, um in der Apotheke und im Haushalt zu helfen. 1916/1917 ging sie für ein weiteres Semester nach Stuttgart, diesmal in die Malklasse von Robert Breyer, und studierte Figur.
1917 eröffnete Marie Sieger-Polack ein Atelier als Kunstmalerin in Heilbronn, das ihr als Arbeitsstätte, Wohnung und Ausstellungsraum diente. Nach ihrer Hochzeit mit Hans Sieger 1918 und der Geburt ihrer Tochter sah sie sich als „Doppelwesen Hausfrau und Malerin“. In den Jahren der Inflation versorgte sie die Familie mit den Honoraren aus Mal- und Zeichenunterricht, kunsthistorischen Vorträgen und Aufträgen für Gemälde und Textilmuster. Von 1924 bis 1927 bildete sie sich weiter und studierte Kopf und Akt bei Albrecht Mayer in Basel. 1928 wurde sie Mitglied im Württembergischen Malerinnenverein.
Durch die Versetzung von Hans Sieger lebte die Familie von 1928 bis 1934 in Frankfurt am Main, 1929 wurde er während der Weltwirtschaftskrise arbeitslos. Sieger-Polack trat in den Verein Frauen-Kultur und den Künstler-Verband GEDOK ein. Sie hatte eine produktive Arbeitsphase, vernetzte sich mit Künstlerinnenkolleginnen, nahm an vielen Verkaufsausstellungen teil und konnte die Familie versorgen.
Von 1934 lebten sie für zwei Jahre in Rheinfelden, Hans Sieger war wieder bei Degussa angestellt worden. Ab 1938 lebten sie für weitere acht Jahre in Frankfurt, Hans Sieger war wieder versetzt worden. Da das Wohnhaus 1944 durch einen Bombenangriff zerstört wurde, ging Sieger-Polack mit ihrer Tochter nach Schöntal, ihr Mann war nach Konstanz versetzt worden und folgte ein Jahr später, als er erneut arbeitslos geworden war. 1948 fing Marie Sieger-Polack wieder an zu malen, im Dachgeschoss der Klosterapotheke hatte sie sich ein Atelier eingerichtet. Sie hatte nach dem Krieg am Evangelischen Seminar Zeichenunterricht und private Malstunden gegeben. Hans Sieger starb 1959.
Sieger-Polacks Arbeiten umfassen Landschaften, Stillleben, Porträts, Zeichnungen, druckgrafische Arbeiten und textile Entwürfe. Ihre späteren Kunstwerke stellen die Natur und Landschaft des Jagsttals sowie das Kloster dar. Marie Sieger-Polack war bis zu ihrem Tod 1970 künstlerisch tätig.
Mit der Malerin Rita Franck-Brümmer, die ebenfalls aus Schöntal stammte, war Sieger befreundet. Ursula Sieger übergab 2003 dem Hällisch-Fränkischen Museum in Schwäbisch Hall den Nachlass ihrer Mutter.

## Werke (Auswahl)
- Fröhliche Ostern, um 1910
- Schmerzhafte Mutter Gottes, 1910
- Die Magd Katharine, 1913
- Marie Sieger, Selbstbildnis, 1913
- Kloster Schöntal, 1917
- Marie Sieger, Selbstporträt, 1959

## Ausstellungen (Auswahl)
- 1917: Kunstverein Heilbronn
- 1990: Das Bildnis der Magd Kathrine von Marie Sieger. Dokumentation eines Gemäldes. Hällisch-Fränkisches Museum, Schwäbisch Hall
- 2002/2003: Marie Sieger 1886-1970, Beruf: Malerin. Sonderausstellung im Hällisch-Fränkischen Museum, Schwäbisch Hall
- 2014: Marie Sieger 1886-1970 – Rita Franck 1914-2005. Zwei Malerinnen aus dem Jagsttal, Ausstellung Dieter-Franck-Haus